# Migé Amour
Mikko Henrik Julius Paananen, bolj znan pod umetniškem imenu Migé, basist finske metal skupine HIM, * 19. december, 1974, Helsinki.

## Biografija
Mikko Henrik Julius Paananen se je rodil 19. decembra leta 1974 v Helsinkih. Do svojega 13 leta je živel v mestu Oulunkylä, starša sta se nato poročila in skupaj so se preselili v mesto Tuusula, približno 30 km bolj severno od Helsinkov.
Paananen je odraščal v družini, ki je od nekdaj imela navdih za umetnost. Oče ga je navdušil nad igranjem različnih inštrumentov, največ časa pa je posvetil igranju različnih kitar.
Ville Valo (vokalist skupine HIM) in Linde Lazer (kitarist skupine HIM), sta bila njegova najboljša prijatelja že v otroštvu, Ville je bil celo njegov sošolec v osnovni šoli. Že v tem času, so skupaj preigravali različne skladbe njihovih idolov, kot so bili npr. Iron Maiden, Kiss in drugi.

## Oprema
Migé na koncertih igra bas kitaro Fender Precision Bass in Gibson Thunderbird z efektom Ampeg SVT - II Pro. Za snemanje zadnjega albuma skupine HIM Venus Doom je uporabljal ojačevalec, neznane znamke, z efektom Mesa-Boogie.
1. ↑  Česko-Slovenská filmová databáze — 2001.